# Лютов, Дмитрий Александрович
Дмитрий Александрович Лютов (род. 6 декабря 1988) — российский хоккеист, защитник.

## Биография
Воспитанник петербургского хоккея, начинал играть в местных командах низших лиг «Комбат» (2006/07), СКА-2 (2007/08), ХК ВМФ / «ВМФ-Карелия» (2008/09 — 2013/14), «СКА-Карелия» (2014/15), «СКА-Нева» (2015/16). В 2016 году перешёл в клуб КХЛ «Амур» Хабаровск, за который провёл в сезоне 26 игр. В следующем сезоне сыграл два матча за «Амур» и 48 — за «Сокол» Красноярск в ВХЛ. Продолжил выступать в ВХЛ за «Динамо» Санкт-Петербург и «Сарыарку» Караганда (2018/19). С сезона 2019/20 — в тюменском «Рубине».